# Meridiano 117 W
O meridiano 117 W é um meridiano que, partindo do Polo Norte, atravessa o Oceano Ártico, América do Norte, Oceano Pacífico, Oceano Antártico, Antártida e chega ao Polo Sul. Forma um círculo máximo com o Meridiano 63 E.
Começando no Polo Norte, o meridiano 117º Oeste tem os seguintes cruzamentos:
| País, território ou mar       | Notas                                                                                                   |
| ----------------------------- | --- |
| Oceano Ártico                 | |
| Canadá                        | Territórios do Noroeste - Ilha Prince Patrick                                                           |
| Estreito de Fitzwilliam       | |
| Estreito de Kellett           | |
| Canadá                        | Territórios do Noroeste - Ilha Melville                                                                 |
| Baía Purchase                 | |
| Canadá                        | Territórios do Noroeste - Ilha Melville                                                                 |
| Estreito de McClure           | |
| Canadá                        | Territórios do Noroeste - Ilha Banks                                                                    |
| Estreito do Príncipe de Gales | |
| Canadá                        | Territórios do Noroeste - Ilha Victoria                                                                 |
| Prince Albert Sound           | |
| Canadá                        | Territórios do Noroeste - Ilha Victoria Nunavut - Ilha Victoria Territórios do Noroeste - Ilha Victoria |
| Estreito Dolphin e Union      | |
| Canadá                        | Nunavut Territórios do Noroeste Alberta Colúmbia Britânica                                              |
| Estados Unidos                | Idaho Washington Oregon Idaho Oregon Idaho Nevada Califórnia                                            |
| México                        | Baja California                                                                                         |
| Oceano Pacífico               | |
| Oceano Antártico              | |
| Antártida                     | Território não reivindicado                                                                             |